# 戈梅茲市 (新埃斯帕塔州)

戈梅茲市（西班牙語：Municipio Gómez），是委內瑞拉的一個市，位於該國北部新埃斯帕塔州，首府設於聖安娜，面積97.79平方公里，2001年人口30,237，人口密度每平方公里310人。